# Régiment du service militaire adapté de Mayotte

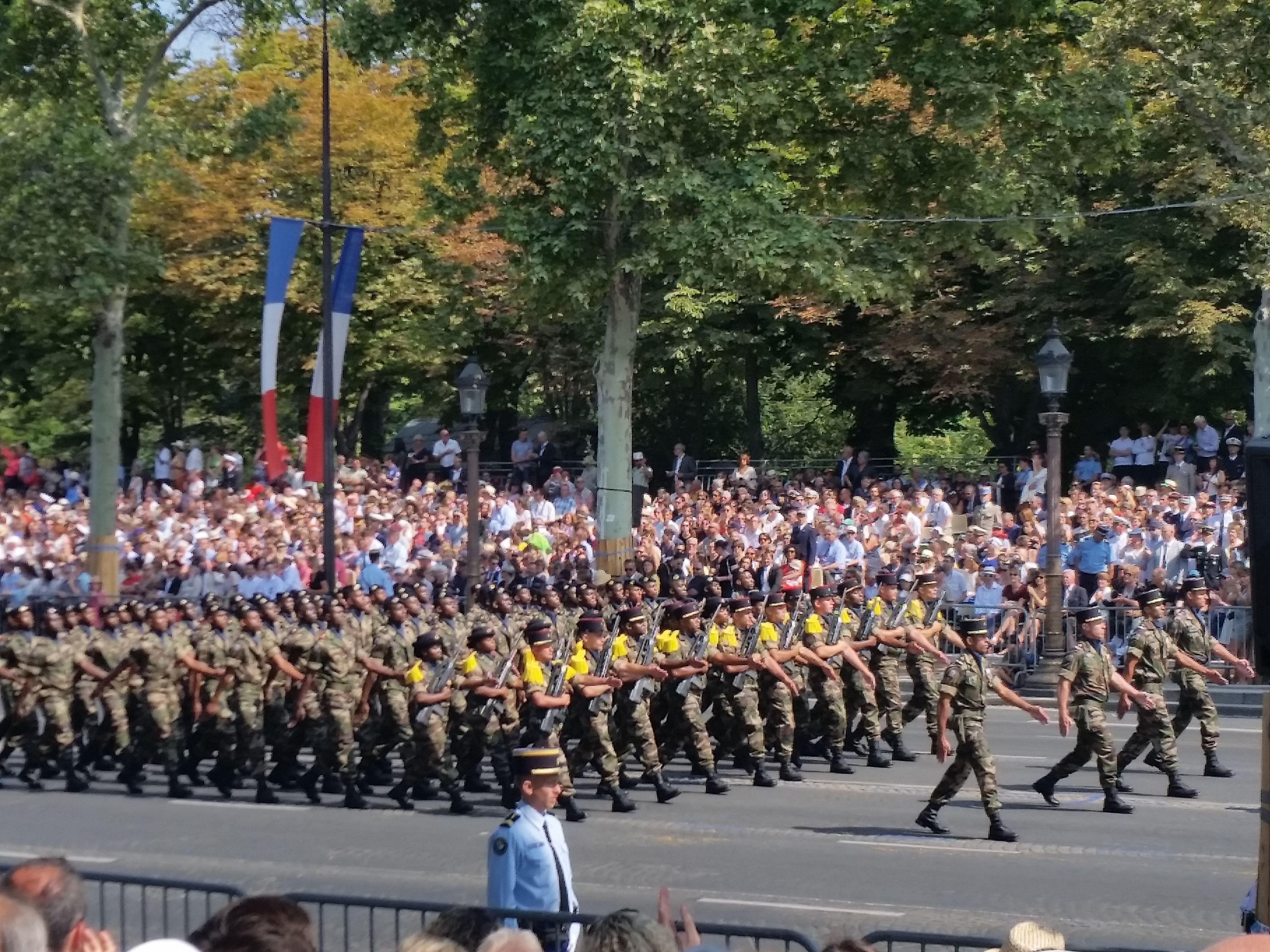
Le régiment du service militaire adapté de Mayotte au défilé du 14 juillet 2018.

Le détachement du SMA de Mayotte a été créé le 1er janvier 1988. Devenu le groupement du service militaire adapté (GSMA) en 2000, il prend l'appellation de bataillon du service militaire adapté (BSMA) de Mayotte le 1er juillet 2013. Puis il prend l'appellation de régiment du service militaire adapté (RSMA) le 31 mars 2018 et défile le 14 juillet de cette même année à Paris pour présenter le régiment au président de la République.

## Historique
Il est implanté à Combani à environ 30 minutes en voiture de Mamoudzou, au cœur de la Grande Terre. Il est constitué alors, par une compagnie du 4e RSMA de La Réunion. En 1991, il portait le nom de Détachement du service militaire adapté de Mayotte (DSMAM).
Le détachement devient ensuite autonome et prend le nom d'Unité du service militaire adapté de Mayotte. Formant corps depuis le 1er août 1996, elle devient Groupement du service militaire adapté (GSMA.M) en septembre 2000 puis bataillon du service militaire adapté (BSMA) de Mayotte le 1er juillet 2013. Le 31 mars 2018, il prend l'appellation de régiment du service militaire adapté de Mayotte.
Il comprend un état-major et deux compagnies de formation professionnelle. Le 14 juin 2001, le GSMA de Mayotte hérite du patrimoine du 4e RIMa et reçoit la garde du drapeau. Le 3 juillet 2018 lors de la passation de commandement entre le lieutenant-colonel Dominique Bonte et le lieutenant-colonel Frédéric Jardin, il rend le drapeau du 4e RIMa dont il a la garde et reçoit des mains du général Thierry Deladoucette son nouveau drapeau portant dans ses plis, régiment du service militaire adapté de Mayotte. Le 14 juillet 2018, un détachement du RSMA-My défile derrière son nouveau drapeau et son chef de corps sur les Champs-Elysées.

## Organisation[3]
Le régiment du service militaire adapté de Mayotte est sous la tutelle du Ministère de l'Outre-mer. Il a pour mission l'insertion socioprofessionnelle de jeunes mahorais en situation d’échec scolaire. La formation des stagiaires dure entre 6 et 10 mois. Elle comporte tout d’abord un mois de FMI (Formation militaire initiale) au terme duquel les stagiaires sont accueillis dans leur compagnie de formation professionnelle. Les filières de formation appartiennent à des secteurs variés : BTP, restauration, sécurité, mécanique, vente, aide à la personne… Elles sont regroupées au sein de trois compagnies : la 1re CFP (Compagnie de formation professionnelle), la 2e CFP et la CCFPI (Compagnie de commandement, de formation professionnelle et initiale).
Le RSMA de Mayotte fait partie des FAZSOI (Forces armées de la zone sud de l'océan Indien). Il est basé à Combani sur Grande Terre. Il forme plus de 500 stagiaires par an, et en insère plus de 80 % dans la vie active à l'issue de la formation.
Il comporte trois compagnies :
1) La CCFPI.
Cette compagnie regroupe, à l'heure actuelle, aussi bien du soutien que de la formation professionnelle.
Elle forme des stagiaires dans les filières suivantes :
- Aide Cuisinier
- serveur
- Volontaire service court (6 mois)
- Deux sections de formation militaire initiale qui incorporent chaque mois environ 50 stagiaires.

2) La 1re CFP.
Cette compagnie forme des stagiaires dans les filières du bâtiment :
- Agent d'Entretien du Bâtiment
- Peintre en Bâtiment
- Menuisier en Bâtiment
- Maçon carreleur
- Voiries et Réseaux Divers
- Métallier

3) La 2e CFP.
Cette compagnie est orientée vers les métiers du tertiaire : 
- Agent technique de vente
- Aide à la personne
- Agent de protection et de sécurité
- Animateur Loisir et sportif
- Agent de propreté et d'hygiène
- Agent Magasinier
- Mécanique automobile
- Conducteur tout transport

La 2e CFP comporte aussi la CIECA (Cellule d'instruction élémentaire de conduite agréée). Pendant leur stage au RSMA les stagiaires ont en effet tous la possibilité de passer le permis de conduire.
Le RSMA de Mayotte connait un véritable essor et augmente significativement son encadrement dès 2008 pour garantir une instruction, une formation de qualité, et maintenir un taux de d'insertion supérieur à 80 %.